# Bản thảo
Bản thảo là văn bản do tác giả viết ra trong quá trình sáng tạo ra tác phẩm. Bản thảo là nguồn văn bản quan trọng nhất trong việc xác định văn bản chuẩn của tác phẩm, là tư liệu có giá trị cho việc nghiên cứu lịch sử hình thành tác phẩm văn học, quá trình sáng tác của nhà văn, là đối tượng của các bộ môn khoa học như văn bản học.
Theo ý nghĩa chặt chẽ nhất của khái niệm, bản thảo là bản viết tay của chính tác giả. Tuy nhiên nội hàm khái niệm cũng bao gồm cả những văn bản tác giả đọc cho người khác viết hoặc đánh máy (trên máy chữ hoặc máy vi tính).
Một tác phẩm có thể có nhiều bản thảo khác nhau do có sự sửa chữa, bổ sung nhiều lần của tác giả.